# Lalo Barrubia
María del Rosario González (sinh ngày 9 tháng 4 năm 1967), được biết đến với tên Lalo Barrubia, là một nữ nhà văn, nghệ sĩ biểu diễn và dịch giả người Uruguay có trụ sở tại Malmö, Thụy Điển.

## Nghề nghiệp
Lalo Barrubia đã xuất bản tám tập thơ, một số tiểu thuyết và tuyển tập truyện ngắn. Các tác phẩm của cô xuất hiện trong các tuyển tập Zur-dos: Ultima poesía Latinoamericana (Paradiso, Argentina, 2004) và Porque El Pais không alcanza: poesía emigrante de la América Latina (EBL, Mexico, 2011), trong số những người khác. Năm 2014, cô đã được trao giải thưởng văn học quốc gia của Uruguay trong hạng mục tự sự (tác phẩm đã xuất bản) cho cuốn sách Ratas (ban đầu được xuất bản bởi Criatura vào năm 2012).
Năm 2011, Lalo Barrubia xuất bản tập thơ đầu tiên của mình trong phiên bản song ngữ ở Thụy Điển, Borracha en las ciudades, với bản dịch của Juana Adcock. Năm 2015, cô làm việc cho dự án 100 KAVD (100 bài thơ ngắn và giận dữ hàng ngày / Copenhagen - Helsinki) tập hợp thơ và biểu diễn. Barrubia là biên tập viên của sê-ri thơ đã dịch La Piedra Imán (Ediciones Liliputienses, Tây Ban Nha) và dạy các hội thảo về thơ và văn xuôi.
Lalo Barrubia cũng đã làm việc như một nhà sản xuất văn hóa và quản lý dự án cho một số tổ chức công cộng và tư nhân, bao gồm Kulturförvaltningen i Malmö.